# Среднеуральский говор
Среднеуральский говор — по некоторым данным один из говоров северо-западного (западного) диалекта башкирского языка, однако большинством исследователей говор относится к казанскому диалекту татарского языка, и абсолютное большинство тюркоязычного населения территорий распространения данного говора в переписях указывают свой язык татарским, а не башкирским или одним из его диалектов, татарский язык является здесь официальным языком в школьном образовании, а также в культурно-массовой, административно-хозяйственной деятельности местного татарского и башкирского населения.

## Ареал распространения
Среднеуральский говор распространён в Башкортостане в Мечетлинском районе (сёла Абдуллино, Бургаджино, Малая Ока, Большая Ока, Большекызылбаево, Такино, Азикеево), в Свердловской области в Красноуфимском округе (сёла Перепряжка, Бишково, Усть-Баяк, Куянково, Рахмангулово), Нижниесергинском районе (Акбаш, Аракаево, Бихметково, Уфа-Шигири, Урмикеево, Шокурово), Артинском городском округе (Азигулово, Артя-Шигири) и Ачитском городском округе (Гайны), в Челябинской области в Нязепетровском районе (Арасланово). В этом регионе носителями говора являются башкиры родов упей, сызгы, кошсы, гайна, терсяк и часть представителей группы тептярей.

## История изучения и классификация
В 1920—1930-х годах началось планомерное исследование башкирского разговорного языка. В 1930-е — 1950-е годы в башкирском языке выделялись три территориальных диалекта — восточный (северо-восточный, куваканский), северо-западный (западный) и южный (луговой, юрматынский), а также семь наречий (говоров), которые классифицировались по фонетическому признаку ([һ]—[ҫ], [ҫ], [һ], [ҙ], [с], [п]—[т]). Выделение трёх диалектов поддерживал один из основоположников башкирского языкознания — Н. К. Дмитриев.
В 1954 году состоялась ещё одна экспедиция под руководством Т. Г. Баишева в северо-западные районы Башкирской АССР. В итоговом отчёте исследователи пришли к выводу что западный диалект сохранил специфику башкирского языка, а «его словарный фонд и морфология свидетельствуют о том, что над ним превалирует и его подчиняет себе единый и общий башкирский язык». Учёные рекомендовали перевести обучение в школах исследуемых регионов на башкирский язык, которое было проигнорировано властями. Впоследствии материалы экспедиции были использованы в монографии Т. Г. Баишева «Башкирские диалекты в их отношении к литературному языку», где автор делит башкирский язык по фонетическим признакам на 7 наречий.
Среднеуральский говор во многим имеет общность с говорами восточного диалекта, дёмским и средним говорами южного диалекта, караидельским и таныпским говорами северо-западного диалекта, и в некоторых случаях — с говорами татарского языка. Среднеуральский говор не имеет существенных отличий от остальных говоров в словообразовании существительных и прилагательных. Отличия наблюдаются в отдельных видах аффиксов и их значениях при образовании имён